# Statens utrymningskommission
Statens utrymningskommission var en statlig myndighet i Sverige under andra världskriget som var ansvarig för utrymning av civilbefolningen. Den var verksam 1940–1944 då den, tillsammans med Luftskyddsinspektionen, ersattes av Civilförsvarsstyrelsen.
Efter krigets utbrott aktualiserades frågan om utrymning av civilbefolkningen till inkvarteringsområden och en statlig utrymningskommission bildades 1940 vid sidan av Luftskyddsinspektionen. Det var dessa två som skulle leda det civila försvaret under krigstiden med socialdepartementet som överordnad. Statens utrymningskommission ansvarade för planeringen av utrymning av storstäderna liksom också inkvarteringsplaneringen. Utrymning planerades för alla luftskyddsorter av Luftkyddsinspektionen och efter 1940 av Statens utrymningskommission som skulle leda utrymning av civilbefolkningen samt förbereda åtgärder för att ta emot en mera omfattande flyktinginvasion.
Efter förslag av 1943 års civilförsvarsutredning sammanslogs de båda genom 1944 års civilförsvarslag (SFS 1944:636), till Civilförsvarsstyrelsen.
Om Sverige skulle dras in i krig räknade man med att många städer och industrisamhällen skulle bli utsatta för flygangrepp. Därför planerade man för att barn, blivande mödrar och vuxna personer som inte var arbetsföra, alltså åldringar över 70 år och personer med lyte, varaktigt sjuka eller bräckliga skulle evakueras, bortflyttas, till skyddade platser. Dock skulle de medborgare som var arbetsföra stanna kvar.